# Đỏ đuôi cánh trắng
Đỏ đuôi cánh trắng, tên khoa học Phoenicurus erythrogastrus, còn gọi là Đỏ đuôi Güldenstädt,là một loài chim trong họ Muscicapidae.

## Hình ảnh

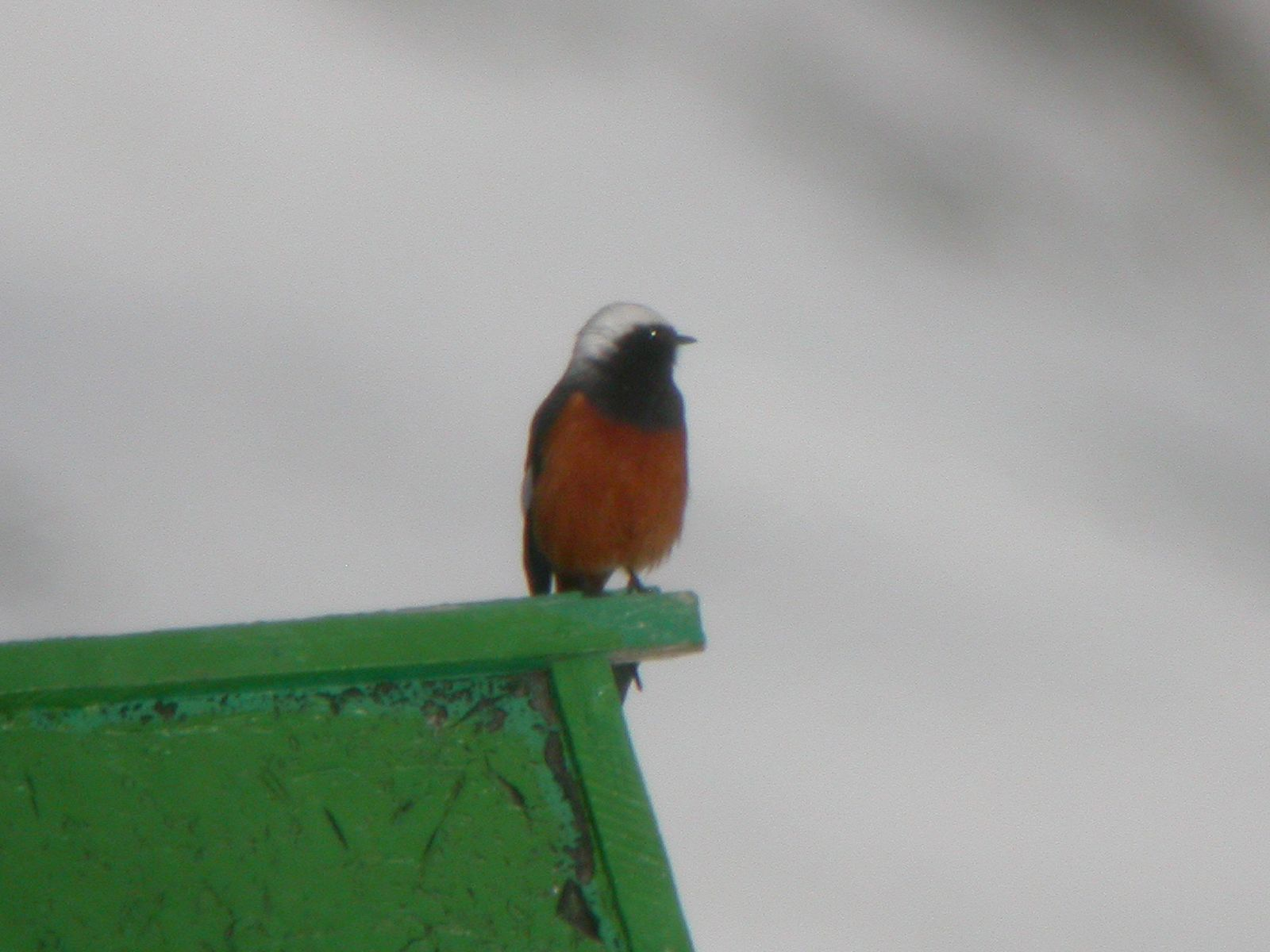
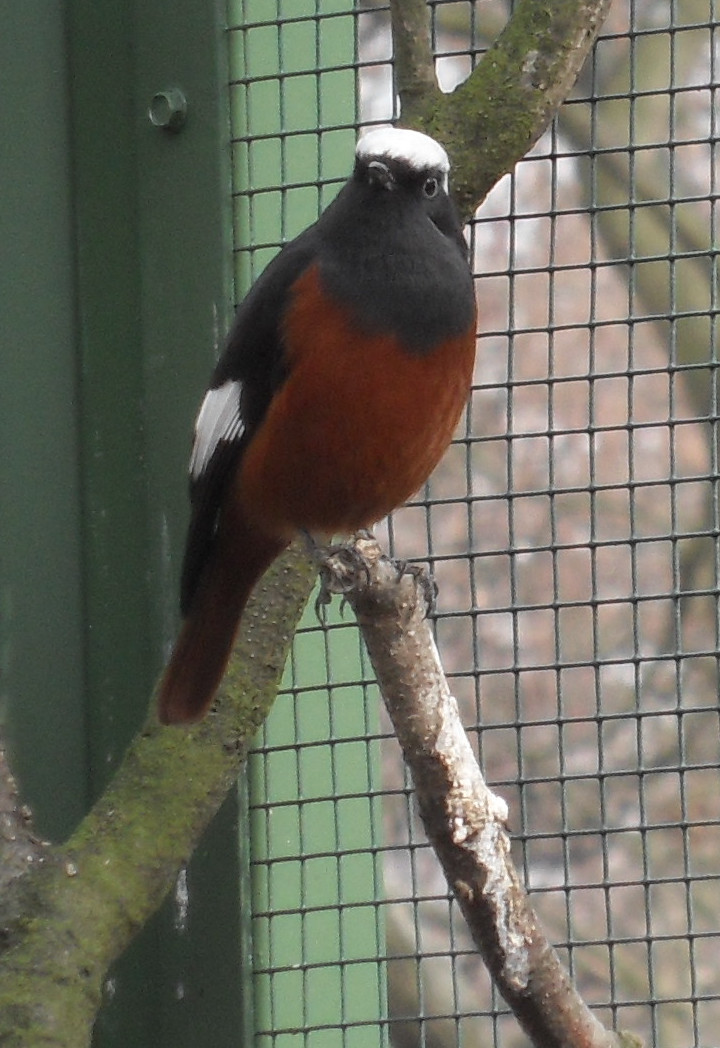
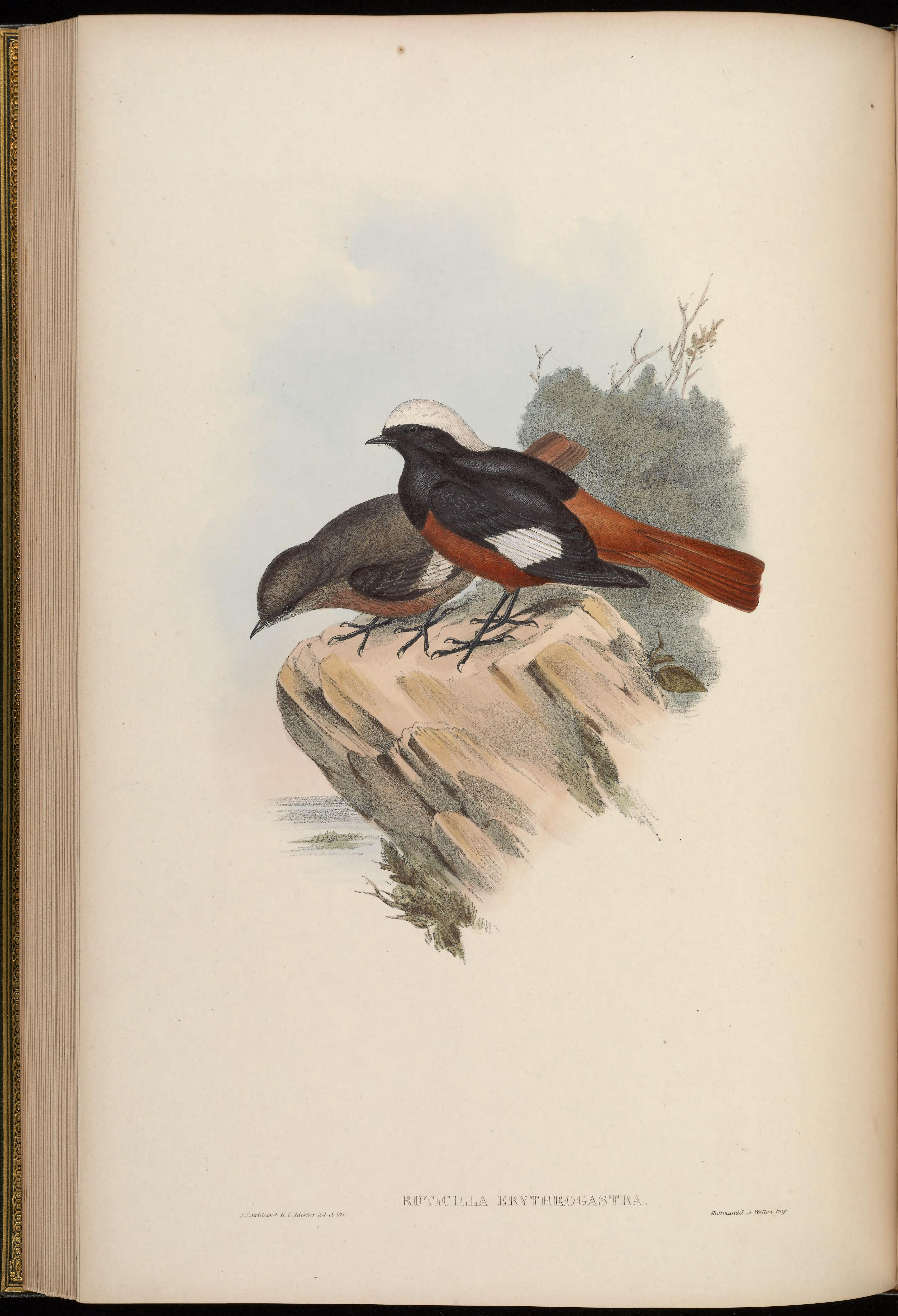
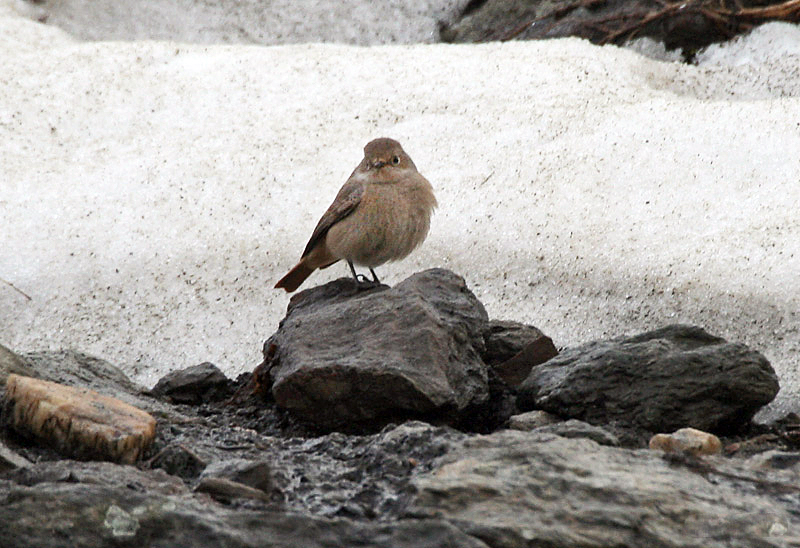